# Торба
Торба је предмет који људи користе за пренос разних других предмета мањих димензија. Зависно од намене торбе могу бити различитих димензија и прављене од различитих материјала.

## Врсте
Према намени и материјалу од које су направљене торбе се могу поделити на неколико основних категорија:
- Класична торба. Ове торбе су најчешће направљене од неке врсте текстила или вештачких влакана изузетне јачине како би могле да издрже веће терете.
- Ранац. Ранац је врста торбе који уместо рукохвата има могућност за ношење на раменима.
- Најлонска или папирна торба или кеса. Ово је торба направљена од најлона или папира и користи се у ношењу мањих тежина и на кратким релацијама
- Путна торба или кофер. Ово је врста торбе која се најчешће користи за дуга путовања. За разлику од обичних торби направљена је или ојачана неким чвршћим материјалом. Често су додати и точкићи ради котрљања у случају већих тежина
- Пруручна торба или ташна. Ово је посебна категорија торби прилагођена за свакодневно ношење код људи. Користи се за ношење разних приручних предмета: шминке, новчаника, марамица, докумената и сл. Честа је подела ташни на мушке и женске због карактеристичног дизајна. Поред основе намене ова врста торбе постаје важан модни детаљ.[1]
- Џак. Ово је врста торбе направљена од јачих вештачких влакана или платна и служи за пренос и складиштење ратсреситог материјала.

## Галерија
- Скупоцена женска ташна
- Торба од крзна
- Мушка ташна
- Ранац

## Наводи
1. ↑  Vrste tašni za žene | Saznaj Lako